# Grand Prix USA 1966
Grand Prix USA 1966 (oficiálně IX United States Grand Prix) se jela na okruhu Watkins Glen International ve Watkins Glen v New Yorku ve Spojených státech amerických dne 2. října 1966. Závod byl osmým v pořadí v sezóně 1966 šampionátu Formule 1.

## Závod
| Poř.   | No. | Jezdec          | Konstruktér     | Počet kol | Čas/Odstoupení    | Pořadí na startu | Body |
| ------ | --- | --------------- | --------------- | --------- | ----------------- | ---------------- | ---- |
| 1      | 1   | Jim Clark       | Lotus-BRM       | 108       | 2:09:40.11        | 2                | 9    |
| 2      | 8   | Jochen Rindt    | Cooper-Maserati | 107       | Nedostatek paliva | 9                | 6    |
| 3      | 7   | John Surtees    | Cooper-Maserati | 107       | + 1 kolo          | 4                | 4    |
| 4      | 19  | Jo Siffert      | Cooper-Maserati | 105       | + 3 kola          | 13               | 3    |
| 5      | 17  | Bruce McLaren   | McLaren-Ford    | 105       | + 3 kola          | 11               | 2    |
| 6      | 2   | Peter Arundell  | Lotus-Climax    | 101       | + 7 kol           | 19               | 1    |
| Ret    | 10  | Innes Ireland   | BRM             | 96        | Alternátor        | 17               |      |
| NC     | 12  | Richie Ginther  | Honda           | 81        | Neklasifikován    | 8                |      |
| Ret    | 18  | Mike Spence     | Lotus-BRM       | 74        | Zapalování        | 12               |      |
| Ret    | 14  | Ronnie Bucknum  | Honda           | 58        | Motor             | 18               |      |
| NC     | 22  | Jo Bonnier      | Cooper-Maserati | 57        | Neklasifikován    | 15               |      |
| Ret    | 5   | Jack Brabham    | Brabham-Repco   | 55        | Motor             | 1                |      |
| Ret    | 4   | Jackie Stewart  | BRM             | 53        | Motor             | 6                |      |
| Ret    | 3   | Graham Hill     | BRM             | 52        | Diferenciál       | 5                |      |
| Ret    | 9   | Lorenzo Bandini | Ferrari         | 34        | Motor             | 3                |      |
| Ret    | 6   | Denny Hulme     | Brabham-Repco   | 18        | Motor             | 7                |      |
| Ret    | 11  | Pedro Rodríguez | Lotus-BRM       | 13        | Odstoupil         | 10               |      |
| Ret    | 15  | Dan Gurney      | Eagle-Weslake   | 13        | Spojka            | 14               |      |
| DSQ    | 16  | Bob Bondurant   | Eagle-Climax    | 5         | Diskvalifikován   | 16               |      |
| Zdroj: |     |                 |                 |           |                   |                  |      |

## Průběžné pořadí po závodě
Pohár jezdců
|        | Pořadí | Jezdec       | Body    |
| ------ | ------ | ------------ | ------- |
|        | 1      | Jack Brabham | 39      |
|        | 2      | Jochen Rindt | 22 (24) |
| 1      | 3      | John Surtees | 19      |
| 1      | 4      | Graham Hill  | 17      |
| 5      | 5      | Jim Clark    | 16      |
| Zdroj: |        |              |         |

Pohár konstruktérů
|        | Pořadí | Konstruktér     | Body    |
| ------ | ------ | --------------- | ------- |
|        | 1      | Brabham-Repco   | 40 (43) |
|        | 2      | Ferrari         | 31 (32) |
| 1      | 3      | Cooper-Maserati | 24 (26) |
| 1      | 4      | BRM             | 22      |
| 1      | 5      | Lotus-BRM       | 13      |
| Zdroj: |        |                 |         |